# Тереза Коффі
Тереза Енн Коффі (18 листопада 1971 , Billinged, Ланкашир, Англія, Велика Британія ) — британська політична діячка, Міністр із навколишнього середовища, продовольства та сільських справ з 25 жовтня 2022 року. Заступник прем'єр-міністра Великої Британії та міністр із питань охорони здоров'я та соціального забезпечення в уряді Ліз Трасс із 6 вересня до 25 жовтня 2022 року. Член Консервативної партії, раніше обіймала посаду міністра з питань праці та пенсій з 2019 по 2022 рік. З 2010 року Коффі є членом парламенту від округу Саффолк-Костал.
Коффі працювала під керівництвом прем'єр-міністра Терези Мей заступником держсекретаря парламенту в Департаменті навколишнього середовища, продовольства та сільських справ з 2016 до 2019 року, а потім працювала під керівництвом прем'єр-міністра Бориса Джонсона міністром у тому ж департаменті з липня до вересня 2019 року. Після того, як Ембер Радд пішла у відставку з кабінету Джонсона, Коффі призначили на посаду міністра з питань праці та пенсій у вересні 2019 року. Після того як Джонсон пішов у відставку в 2022 році, Коффі підтримала кандидатуру Ліз Трасс на виборах лідера консерваторів. Вона призначила Коффі міністром охорони здоров'я та соціального забезпечення та заступником прем'єр-міністра. Коффі стала першою жінкою на посаді заступника прем'єр-міністра.

## Раннє життя та кар'єра
Коффі народилась 18 листопада 1971 року в Біллінге, Ланкашир; вона виросла в Ліверпулі. Навчалась у коледжі Святої Марії, Рос-он-Сі, та коледжі Святого Едуарда, Ліверпуль.
Відвідувала коледж Сомервіль в Оксфорді, де працювала з Оксфордським союзом. Потім вона відвідувала Університетський коледж Лондона, де в 1998 році отримала ступінь доктора філософії з хімії. Після закінчення навчання Коффі працювала в Mars, Incorporated, у тому числі фінансовим директором Mars Drinks UK, а потім працювала на BBC як фінансовий менеджер у відділі Property.
Коффі балотувалася як кандидат від Консервативної партії від Рексама на загальних виборах 2005 року. Вона посіла третє місце з 6079 голосами (20 % голосів).
На виборах до Європейського парламенту в червні 2004 року Коффі балотувалась до Європейського парламенту від Південно-Східної Англії. Консервативна партія набрала 35,2 % голосів, що дало їй чотири місця, але Коффі була сьомою в списку за цією пропорційною системою представництва, її не було обрано.
У 2009 році, під час чергових виборів до Європарламенту, Коффі жила у Андовері, Гемпшир; партії не вистачило одного місця під час її обрання до Європейського парламенту від Південно-Східної Англії. Консервативна партія набрала 34,79 % голосів, що дало їй чотири місця, але Коффі була п'ятою в партійному списку.

## Парламентська кар'єра
Після того як 6 лютого 2010 року Коффі була обрана кандидатом від Консервативної партії в Саффолк-Костал, вона переїхала із Гемпшира до Вестлетона. Девід Міллер, віцеголова місцевої партії ліберальних демократів, підняв питання щодо статусу її проживання там, стверджуючи, посилаючись на її власність у Вестлетоні, що «адреса, за якою зараз проживає пані Коффі, орендується лише на відпочинок та здається лише на короткочасні терміни». Вона володіє квартирою та частково будинком, обидва в Гемпширі, а також орендує будинок у Вестлетоні.
На загальних виборах 2010 року обрана від округу Саффолк-Костал, ставши першою жінкою-депутатом цього округу. Коффі здобула 25 475 голосів (46,4 % голосів).

### Подальша кар'єра
Коффі була членом Комітету з культури, медіа та спорту з липня 2010 року по жовтень 2012 року, коли її призначили парламентським особистим секретарем Майкла Феллона, міністра бізнесу та енергетики. У липні 2014 року її призначили помічником голови уряду.
У 2013 році вона проголосувала проти легалізації одностатевих шлюбів, заявивши: «Я буду голосувати проти законопроєкту, тому що моя точка зору на те, що таке шлюб, відрізняється від точки зору деяких інших членів… для мене це принципово все ще сім'я, основа суспільства». Вона знову проголосувала проти одностатевих шлюбів у 2019 році, коли парламент розглядав те саме питання щодо Північної Ірландії.
11 травня 2015 року її було призначено заступником голови Палати громад.
У Палаті громад була членом комітету з екологічного аудиту з вересня 2017 року до листопада 2019 року.
Рішення Коффі написати статтю для Free Enterprise Group, у якій вона заявила, що рекомендуватиме пенсіонерам сплачувати внески національного страхування, викликало критику серед деяких старших учасників, які стверджували, що в і без того складному економічному середовищі неправильно додатково оподатковувати пенсіонерів. Коффі сказала, що вона «не шкодує, що написала про національне страхування» і що це була «політична пропозиція — на даному етапі це в жодному разі не більше, ніж це».
У 2011 році Коффі також зіткнулася з критикою з боку деяких жителів Саффолка через її підтримку пропозиції уряду про продаж лісових гоподарств і лісових масивів, які перебувають у державній власності. Протестувальники стверджували, що «досвід показує, що коли приватні землевласники заходять, вони закривають автостоянки та максимально ускладнюють доступ». Пізніше уряд відмовився від цієї пропозиції.
У жовтні 2016 року її розкритикував тодішній лідер ліберал-демократів Тім Фаррон за те, що вона прийняла гостинність вартістю 890 фунтів стерлінгів від Ladbrokes після того, як підтримала індустрію азартних ігор у парламенті в рамках Комітету з культури, медіа та спорту. Коффі заперечувала, що на її міркування з питань пов'язаної політики вплинула будь-яка отримана гостинність.
У січні 2016 року Лейбористська партія безуспішно запропонувала в парламенті поправку, яка вимагала від приватних орендодавців зробити свої будинки «придатними для проживання людей». Відповідно до реєстру інтересів парламенту, Коффі була одним із 72 депутатів-консерваторів, які проголосували проти поправки, які особисто отримували дохід від здачі майна в оренду. Уряд заявив, що вважає, що будинки повинні бути придатними для проживання людей, але не хоче ухвалювати новий закон, який би чітко вимагав цього.
У липні 2016 року Коффі приєдналась до Департаменту навколишнього середовища, продовольства та сільських справ на посаду заступника державного секретаря з питань навколишнього середовища та сільських можливостей під керівництвом Терези Мей. Коли Борис Джонсон став прем'єр-міністром у липні 2019 року, Коффі отримала посаду державного міністра.

#### Державний секретар з питань праці та пенсій

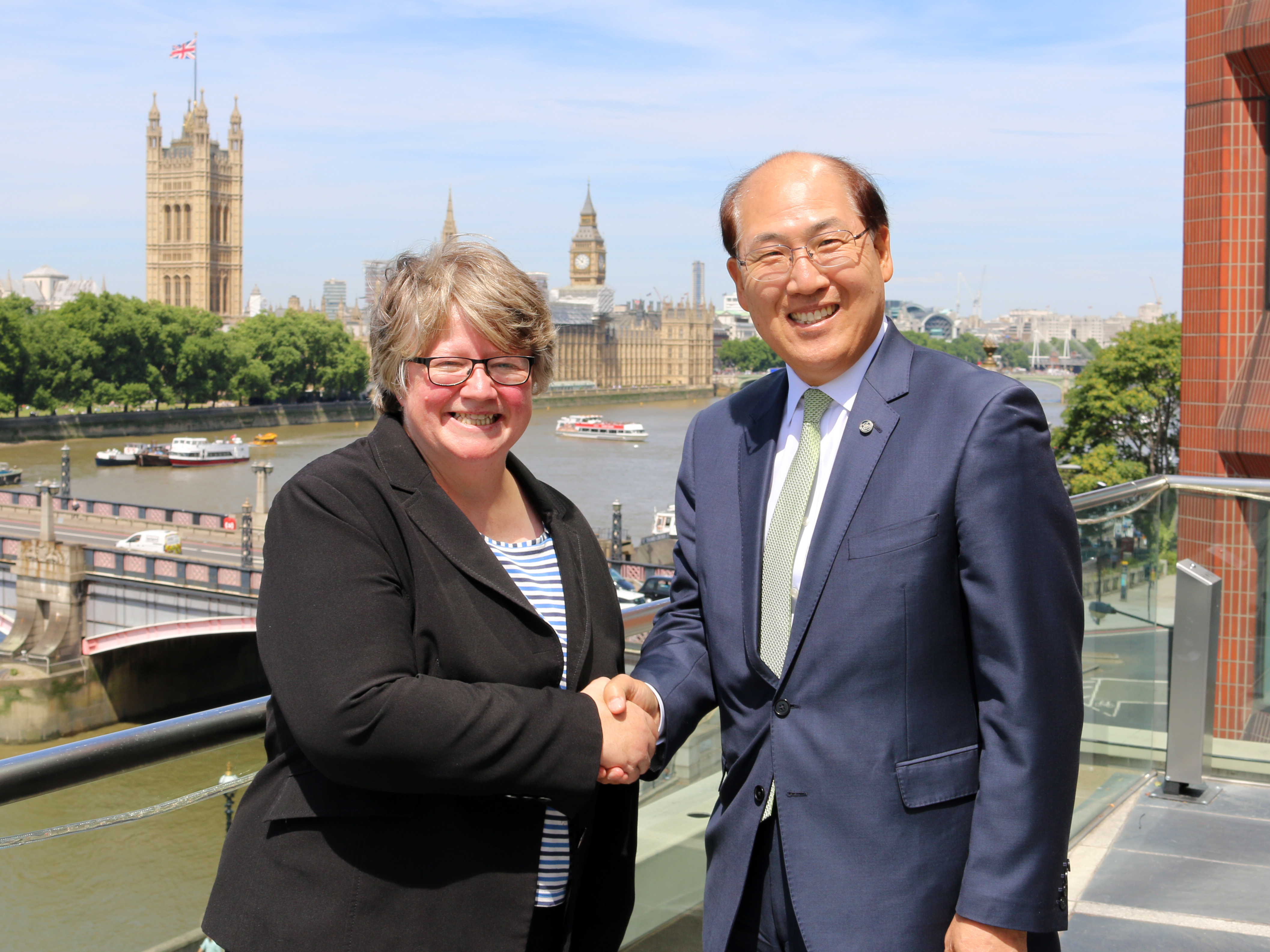
Коффі у 2017 році

Після відставки Ембер Радд у вересні 2019 року Коффі ввійшла до кабінету міністрів як державний секретар з питань праці та пенсій. Коффі зберегла свою посаду після перестановок у кабінеті Джонсона в лютому 2020 року.
У червні 2020 року Коффі відповіла на кампанію Маркуса Решфорда за безкоштовне шкільне харчування для дітей під час пандемії COVID-19, сказавши: «Воду не можна відімкнути» на твіт Решфорда, який закликав уряд пам'ятати про найбідніші сім'ї Британії, і який додав речення: «Коли ви сьогодні вранці прокинетеся і підете в душ, подумайте на секунду про батьків, яким відімкнули воду під час карантину». Тіньовий міністр внутрішніх справ Нік Томас-Саймондс розкритикував Коффі за її твіт. Згодом вона видалила свої попередні коментарі та заявила про свою допомогу та підтримку Решфорду.
У вересні 2021 року Коффі звинуватили в тому, що вона неправильно підрахувала обсяг роботи, який повинен був виконати заявник Universal Credit, щоб компенсувати запропоноване припинення збільшення виплат на 20 фунтів стерлінгів на тиждень, запроваджене для надання допомоги людям під час пандемії COVID-19. У розмові з BBC Breakfast Коффі сказала: «Ми усвідомлюємо, що 20 фунтів стерлінгів на тиждень — це приблизно дві години додаткової роботи щотижня. Ми подивимося, що ми можемо зробити, щоб допомогти людям отримати ці додаткові години, але в ідеалі також упевнитись, що вони також мають можливість отримати краще оплачувану роботу». Однак, враховуючи «конусну ставку» Universal Credit у 63 %, позивач Universal Credit бачить, що їхній кредит зменшується на 63 пенса за кожен фунт, який він отримує від роботи.
У грудні 2021 року співробітників Коффі звинуватили в тому, що вони пили та їли продукти на винос під час карантину. Представник Департаменту праці та пенсійного забезпечення заперечив, що будь-які правила були порушені. Через кілька тижнів вона надіслала твіт на підтримку прем'єр-міністра Бориса Джонсона (щодо звинувачень у Partygate), висловивши, що вважає його вибачення щирими.
Коффі продовжила захищати Джонсона в липні 2022 року, коли його звинуватили в тому, що він не знав про сексуальні домагання члена парламенту Кріса Пінчера, коли його призначили заступником голови партії. Коффі офіційно заявила, що Джонсон «не знав» про «конкретні» звинувачення щодо Пінчера. У кількох інтерв'ю вона сказала, що відчуває, що Джонсон рішуче впорався з цією проблемою. Пізніше їй заперечили, коли речник Джонсона визнав, що він знав про деякі звинувачення щодо Пінчера, коли останнього призначили заступником головного відділу в лютому 2022 року. На Даунінг-стріт визнали, що Джонсону було відомо про звинувачення щодо Пінчера, який пішов у відставку через повідомлення про те, що він п'яним мацав двох чоловіків у клубі Carlton, які «або були вирішені, або не подавалися до офіційної скарги».
Коффі була керівником кампанії Ліз Трасс на парламентських виборах голови Консервативної партії у 2022 році. Вона залишалася учасницею кампанії на етапі голосування членів партії.

### Заступник прем'єр-міністра і міністр охорони здоров'я
Трасс призначила Коффі заступником прем'єр-міністра і міністром охорони здоров'я та соціального забезпечення 6 вересня 2022 року. Обіймала посаду до 25 жовтня 2022 року.
25 жовтня 2022 року призначена міністром із навколишнього середовища, продовольства та сільських справ в уряді Сунака.

## Особисте життя
Коффі — замкнена людина. Вона самотня. Її сестра Клер працювала в її парламентському офісі секретарем із 2015 року. Коффі є католиком.
Коффі — пристрасна футбольна вболівальниця, є фанаткою «Ліверпуля». У 2011 році вона підписала клопотання про присвоєння Кенні Далглішу лицарського звання, подане членом парламенту від Лейбористської партії Ліверпуля Волтоном Стівом Ротерамом. Вона любить садівництво, караоке та музику.